# Дэвис, Бенджамин Оливер
Бенджамин Оливер Дэвис (англ. Benjamin Oliver Davis, Sr.) (1 июля 1877 — 26 ноября 1970) — американский военачальник. Первый чернокожий генерал армии США.
Дэвис был третьим сыном Льюиса П.Г. Дэвиса и Генриэты Дэвис.
Дэвис посещал старшую школу в Вашингтоне, где он принимал участие в кадетской программе. Во время старшей школы он посещал несколько уроков в Говардском университете. Его отец был посыльным в Министерстве Внутренних Дел США, а его мать, которая работала медсестрой, настаивала, чтобы он поступил в колледж после школы. Однако против воли своих родителей он решил поступить на службу в армию США.
13 июля 1898 года поступил на военную службу в чине временного первого лейтенанта 8-го пехотного волонтерского полка Соединенных Штатов. Но в мае 1899 он был забракован для службы в пехоте, и в июле того же года поступил на службу в 9-й Кавалерийский полк регулярной армии США.
2 февраля 1901 года он получил звание второго лейтенанта кавалерии. В 1901-1902 годах принимал участие в Филиппино-американской войне. Вернулся в США в августе 1902 года, следующим местом его службы стал Форт-Вашаки, штат Вайоминг.
В сентябре 1905 года он стал профессором военной науки и тактики в Университете Уилберфорс, штат Огайо (бывший тогда учебным заведением для темнокожих). Там он преподавал до сентября 1909 года, когда после краткой военной службы в форте Этан-Аллен, штат Вермонт, он был назначен военным атташе в Монровии, Либерия. Эту должность он занимал до января 1912 года.